# Calle Flygare Teaterskola
Calle Flygare Teaterskola er en teaterskole beliggende i Norrmalm i Stockholm på Västmannagatan 5, ca. 200 meter nord for Vasateatret. Institutionen, der er Sveriges ældste private teaterskole, blev grundlagt af filminstruktøren og teaterpædagogen Calle Flygare i 1940 og har gennem tiden haft flere kendte skuespillere som elever. Flygare var leder af skolen frem til sin død i 1972.
Calle Flygare Teaterskola har siden begyndelsen udvidet sine aktiviteter til at omfatte såvel teater og film som kommunikation. Foruden selve teaterlinjen, holdes der både længere og kortere kurser samt uddannelser for børn, unge, voksne og erhvervslivet. På teaterskolen er alle pædagoger og lærere udøvende skuespillere, og parallelt med undervisningen har de arbejde på store scener som Dramaten og Stockholms stadsteater – samt på undergrundsteatre, hvor der eksperimenteres med nye teaterformer.

## Uddannelser[4]
- Teaterlinjen er måske den mest kendte uddannelse på Calle Flygare Teaterskola. Det er en 2-årig erhvervsuddannelse på fuldtid, der har til formål at skabe kreative og aktive skuespillere.
- Voksenkurser er for voksne elever, der ønsker at prøve eller tage det næste skridt indenfor teaterverdenen.
- Filmskuespilleruddannelse giver eleverne mulighed for at lære det grundlæggende i filmskuespillerteknik, dramaturgi, filmgenrer, manuskriptanalyse og meget mere.
- Børn&Unge, hvor man lærer det grundlæggende på et teater gennem improvisation og teaterforestillinger.
- Sommerferiekurser for børn og unge, der kan lide musik, dans, skuespil og at stå på scenen.
- Business, hvor virksomheden får redskaber til at forbedre kreativiteten og kommunikationen.